# Stefan Lochau
Stefan Lochau (* 1960 in Berlin) ist ein deutscher Schauspieler und Theaterregisseur.

## Leben
Lochau begann nach seinem Abitur zunächst ein Politologie- und Sportstudium, wechselte aus Begeisterung für das Theater aber zur Schauspielerei. Ende der 1980er Jahre ging er nach Paris, wo er von 1987 bis 1990 an der L’École Internationale de Théâtre bei Jacques Lecoq studierte. Seit 1990 arbeitet er als freier Schauspieler, gelegentlich auch als Regisseur, schwerpunktmäßig in Berlin.
Seit 1997 gehört er zum festen Ensemble der Berliner Vaganten Bühne, wo er u. a. Hauptrollen in Endspiel (2005; als Clov) und in Die lustigen Weiber von Windsor (2007, als Herr Fluth) hatte. 2008 spielte er an der Vaganten Bühne den Polizeipsychologen Kobert in Lutz Hübners neuem Theaterstück Ehrensache. Seit vielen Jahren steht er dort regelmäßig auch in Shakespeares sämtliche Werke in allen Frauenrollen auf der Bühne. 2010 inszenierte er an der Vaganten Bühne als erste Regiearbeit unter dem Titel underdogs.de eine Bühnenfassung des französischen Spielfilms La Journée de la Jupe; die Produktion wurde 2010 für den IKARUs-Preis für besondere Leistungen im Kinder- und Jugendtheater nominiert. 2013 folgte an der Vaganten Bühne seine zweite Regiearbeit, das Theaterstück 4 BOAT PEOPLE über das Schicksal von vier asylsuchenden Afrikanern, deren Flucht über das Mittelmeer nach Europa in der Abschiebehaft endet.
Von 2002 bis 2008 spielte er bei der internationalen Theatergruppe Familie Flöz. Mit dem Stück Ristorante Immortale war er insgesamt sechs Jahre auf Tournee. 2007 inszenierte er beim Greizer Theaterherbst Molières Lustspiel Der Geizige. 2015 entwickelte und inszenierte er die Uraufführung des Theaterstücks »Diktature« mit der Schweizer Theatertruppe Utopik Family im Alten Schlachthof in St. Immer. Im September 2015 inszenierte er bei den Pankower Theatertagen das Solo-Theaterstück Die Büchsen der Pandora von Paula Feuerborn. Außerdem inszenierte er das Solo-Programm Berlin, ick liebe dir! des Comedians Cyrill Berndt.
Lochau ist in der Freien Berliner Theaterszene aktiv und wirkte auch in sozio-kulturellen Projekten mit. Als Gastdozent war er u. a. an der Hochschule für Schauspielkunst „Ernst Busch“ in Berlin (2008; Regie in Neues von Oben) oder der Hochschule für Musik und Darstellende Kunst (HfMDK) in Frankfurt/Main tätig.
Lochau wirkte seit Ende der 1990er Jahre gelegentlich immer wieder auch in meist kleineren Film- und Fernsehrollen mit; Schwerpunkt seiner schauspielerischen Tätigkeit war stets das Theater.
Im Polizeiruf 110: Einer von uns (2010) war er der verdächtige Tresenkellner Peter, genannt „Porno-Peter“; in dem Weihnachtsfilm Beutolomäus und die Wunderflöte (2011) spielte er den Röstmaschinenhändler. In dem ZDF-Mehrteiler Blochin (2015) hatte er ebenfalls eine kleine Rolle. Er spielte Stefan Maas, den Ehemann der Serienfigur Tilda (Corinna Harfouch).
In dem Spielfilm Weak Heart Drop (2015) spielte er die männliche Hauptrolle, u. a. an der Seite von Meral Perin und Tessa Mittelstaedt.  Er hatte außerdem Episodenrollen in den Fernsehserien Löwenzahn (2000; als Tonmann Hannes), Der Landarzt (2001) und SOKO Wismar (2015; als Polier Jens Nowak).
Lochau lebt in Berlin.

## Filmografie (Auswahl)
- 1998: Dunckel (Fernsehfilm)
- 1998: Move On Up (Fernsehfilm)
- 2000: Löwenzahn (Fernsehserie, Folge: Peter hat 'nen Vogel)
- 2001: Der Landarzt (Fernsehserie, Folge: Stiller Abschied)
- 2002: Pigs Will Fly (Kinofilm)
- 2005: Siehst du mich? (Fernsehfilm)
- 2010: Polizeiruf 110: Einer von uns (Fernsehreihe)
- 2010: Tom Atkins Blues (Kinofilm)
- 2011: Beutolomäus und die Wunderflöte (Fernsehfilm)
- 2012: Die Essenz des Guten (Kurzspielfilm)
- 2015: Es kommt noch besser (Fernsehfilm)
- 2015: Weak Heart Drop (Kinofilm)
- 2015: SOKO Wismar (Fernsehserie, Folge: Glück und Glas)
- 2015: Blochin (Fernsehserie)
- 2015: Nomaden (Kurzfilm)
- 2018: Kaisersturz (Fernsehfilm)
- 2018: Und der Zukunft zugewandt (Kinofilm)
- 2019: Ich brauche euch (Fernsehfilm)
- 2019: Der Sommer nach dem Abitur (Fernsehfilm)
- 2022: Polizeiruf 110: Keiner von uns (Fernsehreihe)